# Сагли
Сагли (тув.: Саглы) — населений пункт у Республіці Тива, Росія, в Овюрському кожууні.
У 7 км від селища розташована група курганів скіфської доби Улуг-Хорум.

## Населення
| 2011 | 2012 | 2013 | 2014 | 2015 |  |
| ---- | ---- | ---- | ---- | ---- |  |
| 814  | 793  | 790  | 793  | 776  |  |